# Jassim Yaqoob
Jassim Yaqoob Salman Mohammed Al Balooshi, meglio noto come Jassim Yaqoob (in arabo جاسم يعقوب‎?; Dubai, 16 marzo 1997), è un calciatore emiratino, attaccante dell'Al-Jazira, in prestito al Khor Fakkan e della nazionale emiratina.

## Palmarès

### Club

#### Competizioni nazionali
- Coppa del Presidente degli Emirati Arabi Uniti: 1 :

Al-Nasr: 2014-2015
- UAE Arabian Gulf Cup: 2 :

Al-Nasr: 2014-2015, 2019-2020